# Agave wocomahi
Agave wocomahi ist eine Pflanzenart aus der Gattung der Agaven (Agave). Ein englischer Trivialname ist „Wocomahi Agave“.

## Beschreibung
Agave wocomahi wächst einzeln und bildet kompakte Rosetten. Die Rosetten sind 80 bis 130 cm hoch und 150 bis 200 cm breit. Die grünen bis bläulichen, linealisch bis lanzettförmigen, variabel angeordneten Blätter sind 30 bis 90 cm lang, 9 bis 25 cm breit. Sie sind an der Basis verschmälert. Die welligen Blattränder sind unregelmäßig gezahnt. Der kräftige Enddorn ist 3 bis 6 cm lang.
Der rispige Blütenstand wird 3 bis 5 m hoch. Die gelben bis grünen Blüten sind 65 bis 85 mm lang und erscheinen am oberen Teil des Blütenstandes an den variabel angeordneten Verzweigungen. Die trichterige Blütenröhre ist 18 bis 22 mm lang.
Die länglichen braunen dreikammerigen Kapselfrüchte sind 50 bis 60 mm lang und 15 bis 20 mm breit. Die mondförmigen, schwarz glänzenden Samen sind bis 7 mm lang und 4,5 bis 5 mm breit.

## Systematik und Verbreitung
Agave wocomahi wächst an der Westseite der Sierra Madre Occidental in Mexiko in den Bundesstaaten Sonora, Chihuahua und Durango, an Kalksteinhängen und in Waldland in 1400 bis 2500 m Höhe. Sie ist vergesellschaftet mit Kakteen- und Sukkulentenarten.
Die Erstbeschreibung durch Gentry ist 1942 veröffentlicht worden.
Agave wocomahi ist ein Vertreter der Sektion Ditepalae. Das Vorkommen ist verstreut in der Sierra Madre Occidental. Die in kleinen Kolonien wachsenden Pflanzen sind weit verbreitet. Die Art ist innerhalb der Gruppe durch die Blütenstruktur zu unterscheiden. Sie wird leicht verwechselt mit Agave bovicornuta, gleichwohl sind Unterschiede der Blatt- und Blütenstruktur erkennbar. Individuen finden sich im Arizona Sonora Desert Museum in Tucson.